# Olubayo Adefemi
Olubayo Adefemi (* 13. srpna 1985, Lagos, Nigérie – 18. dubna 2011, Kavala, Řecko) byl nigerijský fotbalový obránce a reprezentant.
Zemřel při automobilové nehodě v Řecku.

## Klubová kariéra
Před příchodem do řeckého klubu Škoda Xanthi prošel několika světovými kluby napříč celým světem. Začal doma v Nigérii v týmu Bendel Insurance FC, poté zakotvil v Barmě v týmu Delta United FC a v roce 2004 se stěhoval do Izraele. Tam prošel kluby Hapoel Jerusalem FC, Hapoel Tel Aviv FC, Hakoah Ramat Gan a Hapoel Bnei Lod, výrazněji se však prosadil jen v Ramatu Gan.
V roce 2008 hrál v Rumunsku za tým Rapid Bukurešť, kde se ale trvaleji neprosadil. Angažoval ho rakouský SC Rheindorf Altach, ale ani zde nenašel místo v základní sestavě. V létě 2009 se pak stěhoval do francouzského US Boulogne. V roce 2010 přestoupil do řeckého týmu Škoda Xanthi.

## Reprezentační kariéra
Adefemi získal s nigerijským výběrem do 20 let stříbrné medaile na Mistrovství světa v roce 2005. S týmem do 23 let pak vybojoval stříbrnou medaili na LOH 2008 v Pekingu 2008.